# الحبيب كشو
محمد الحبيب كشو، هو وزير الشؤون الاجتماعية في حكومة إلياس الفخفاخ في تونس منذ 19 فبراير 2020.

## نُبذة
عُين في منصب العضو المنتدب لشركة النفط التونسية الليبية المشتركة في 2015، وعُين مستشار الشؤون الاجتماعية لثلاث رؤساء حكومات متعاقبين، هم حمادي الجبالي وعلي العريض ومهدي جمعة.
اختير من مجلس شورى حركة النهضة كأحد المرشحين لمنصب رئيس الحكومة التونسية في نوفمبر 2019.